# مشاركة زمنية

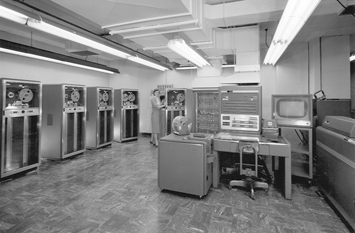

في الحوسبة، المشاركة الزمنية (time-sharing) هي حالة تسمح لعدة أشخاص بالنفاذ إلى نظام حاسوب واحد في الوقت نفسه.
كان ظهورها في الستينيات بما يقابل الجيل الثالث من أجيال الحاسوب، وظهرت كنموذج بارز للحوسبة في السبعينيات ومثلت تحولًا تقنيًّا ملحوظًا في تاريخ الحوسبة.
من خلال السماح لعدد كبير من المستخدمين بالتفاعل بشكل متزامن مع جهاز كمبيوتر واحد، فإن المشاركة الزمنية خفضت تكلفة توفير القدرة بشكل كبير على الحوسبة، وجعلت من الممكن للأفراد والمؤسسات استخدام الحاسوب من غير امتلاك إحداها، وشجعت الاستخدام التفاعلي للحواسيب وتطوير تطبيقات تفاعلية جديدة.
تم تقديم هذه الحالة عندما كانت أجهزة الكمبيوتر لا تزال باهظة الثمن وبنفس الوقت لم تكن كثيرة الإنتاج، لذا كان الحل هو السماح للعديد من المستخدمين باستخدام جهاز حاسوب واحد عن طريق منح كل واحد منهم مشاركة زمنية واحدة، وهو مقدار معين من الوقت يمكن للمستخدم الوصول إليه.

## الفرق بين تعددية المهام والتشارك الزمني والشبكات الحاسوبية
تعددية المهام multitasking:
تسمح للمستخدم الواحد الذي يعمل على حاسوب واحد بتشغيل أكثر من تطبيق في الوقت نفسه.
التشارك الزمني:
تشارك عدة أشخاص بالعمل على حاسوب واحد في الوقت نفسه .
الشبكات الحاسوبية computer networks:
وصل بين جهازي حاسوب أو أكثر.

## كيف يعمل
يكون المستخدم 5 نشطًا ولكن المستخدم 1 والمستخدم 2 والمستخدم 3 والمستخدم 4 في حالة انتظار بينما يكون المستخدم 6 في حالة الاستعداد.
بمجرد اكتمال وقت المشاركة الزمنية للمستخدم 5 ، ينتقل عنصر التحكم إلى المستخدم الجاهز التالي ، أي المستخدم 6. في هذه الحالة مستخدم 2 ، المستخدم 3 ، المستخدم 4 ، والمستخدم 5 في حالة الانتظار والمستخدم 1 في حالة استعداد. تستمر العملية بنفس الطريقة وهكذا.

## أصل الفكرة
تم تطوير فكرة مشاركة الزمنية من خلال معرفة أن أي مستخدم منفرد سوف يستفيد بشكل غير فعال من جهاز كمبيوتر ، ولكن مجموعة كبيرة من المستخدمين سيستفادون بشكل فعال. عادةً ما يقوم مستخدم المنفرد باستخدام الحاسب والذي يصادف توقف مؤقت عد انتهاء كل مهمة وكذلك كل مستخدم آخر، لكن عند وجود مجموعة من المستخدمين الذين يعملون في نفس الوقت سيعني أن نشاط مستخدم واحد سيتم ملؤه بواسطة نشاط الآخرين. بالنظر إلى الحجم الأمثل للمجموعة ، يمكن أن تكون العملية الكلية فعالة للغاية. وبالمثل ، يمكن منح بضع من الوقت المستغرق في انتظار إدخال القرص أو الشريط أو الشبكة لمستخدمين آخرين.

## مزايا نظام تشغيل مشاركة الوقت
- كل مهمة تحصل على فرصة متساوية.
- فرص أقل لتكرار البرامج.
- يمكن تقليل وقت الخمول في وحدة المعالجة المركزية.
- شجعت الاستخدام التفاعلي لأجهزة الكمبيوتر وتطوير تطبيقات تفاعلية جديدة.

## عيوب نظام تشغيل مشاركة الوقت
- مشكلة الموثوقية.
- يجب على المرء أن يهتم بأمن وسلامة برامج المستخدم والبيانات.
- مشكلة اتصال البيانات.

## مزيد من الإطلاع
- Nelson, Theodor (1974). Computer Lib: You Can and Must Understand Computers Now; Dream Machines: "New Freedoms Through Computer Screens— A Minority Report". Self-published. (ردمك 0-89347-002-3). pp. 56–57.

## روابط خارجية
- "Time Sharing Supervisor Programs" نسخة محفوظة 1 نوفمبر 2012 at wayback.archive-it.org, notes comparing the supervisor programs of CP-67, TSS/360, the Michigan Terminal System (MTS), and Multics by Michael T. Alexander, Advanced Topics in Systems Programming (1970, revised 1971), University of Michigan Engineering Summer Conference.
- "The Computer Utility As A Marketplace For Computer Services" نسخة محفوظة 13 مايو 2016 على موقع واي باك مشين., Robert Frankston's MIT Master's Thesis, 1973.
- Reminiscences on the Theory of Time-Sharing by John McCarthy, 1983.
- Origins of timesharing by Bob Bemer.
- "40 years of Multics, 1969-2009" نسخة محفوظة 5 نوفمبر 2019 على موقع واي باك مشين., an interview with Professor Fernando J. Corbató on the history of Multics and origins of time-sharing, 2009.
- "Mainframe Computers: The Virtues of Sharing", Revolution: The First 2000 Years of Computing, Computer History Museum Exhibition, January 2011.
- "Mainframe Computers: Timesharing as a Business", Revolution: The First 2000 Years of Computing, Computer History Museum Exhibition, January 2011.